# Sulejman Delvina

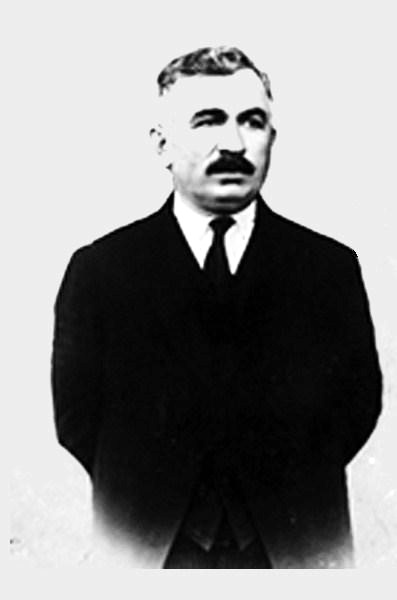
Sulejman Delvina

Sulejman Delvina (Delvine, 1884 – 1933) fue un político albanés y primer ministro de Albania en el año 1920, miembro del gobierno de Fan S. Noli en 1924.
En abril de 1919, la colonia albanesa de Turquía lo envió a la Conferencia de Paz de París, para proteger sus intereses en nombre de Albania y resolver las controversias políticas nacidas en el seno de los representantes albaneses. El Congreso que se celebró en enero del año 1920 rechazó todas las decisiones adoptadas en la Conferencia de Paz en París. Este congreso, al que asistieron unos 50 representantes de los independentistas de Albania, nombró un gobierno, al frente del cual fue elegido Sulejman Delvine. 
Tomó parte en la firma del protocolo italiano-albanés del 2 de agosto de 1920. Más tarde fue ministro del Interior desde el 11 de julio de 1921 hasta el 16 de octubre de 1921. Participó en la Revolución, y en junio de 1924 el gobierno dirigido por los Fans Noli le nombró ministro de Relaciones Exteriores para el período comprendido entre el 16 de junio de 1924 y el 23 de diciembre de 1924. Tras el fracaso de esta revolución, Delvina huyó de Albania y viajó por Europa durante varios años como un emigrado político. Murió en Vlore en 1933, y fue enterrado en el cementerio público de su ciudad natal junto con otro prominente patriota, su hermano, el exalcalde Namik Delvina.